# بطم أخضر
بطم كينجوك أو البطم الأخضر أو بُرزُق (الاسم العلمي Pistacia khinjuk) نوع شجري معمر يتبع جنس البطم وينتمي إلى الفصيلة البطمية (باللاتينية: Anacardiaceae).

## الموئل والانتشار
موطنه الأصلي المشرق العربي وآسيا الوسطى وصولاً إلى أفغانستان. في بلاد الشام، يوجد في المناطق الجبلية وصولاً إلى أطراف البادية.